# Настъпление на Брусилов
Настъплението на Брусилов или пробив на Брусилов (на руски: Брусиловский прорыв, също рейд на Брусилов) е офанзива на руските войски, командвани от генерал Алексей Брусилов, срещу армиите на Централните сили в днешна Западна Украйна през лятото и есента на 1916 година по време на Първата световна война.
Успешното ѝ начало я нарежда заедно с първата битка при Марна сред най-големите победи на Антантата от началото на войната дотогава. Австро-Унгария е поставена в критична ситуация и само намесата на германския ѝ съюзник я спасява от пълна катастрофа. В последвалите неколкократни опити да развият първоначалните си успехи руснаците търпят колосални загуби. Това води до изтощение и политическа дестабилизация на Руската империя, намерила израз във Февруарската революция през 1917 година.
Настъплението на Брусилов се отразява съществено и на бойните действия на Балканите, защото насърчава Румъния да се включи във войната на страната на Антантата срещу Централните сили и съюзената с тях България.

## Предпоставки

### Стратегическа обстановка преди битката
Въпреки по-ограничените си ресурси, Централните сили постигат големи военни успехи през 1915 година. Сдържайки англо-френските войски в Северна Франция, през лятото германците изтласкват руските армии от Галиция и Полша, а влизането на България във войната през октомври им помага да окупират и Сърбия. Междувременно Италия също се включва във войната, но нейните армии са спрени от австро-унгарските в сраженията на река Изонцо и не успяват да променят негативния за Съглашението ход на бойните действия. Един от факторите за постигнатите победи е способността на германското командване да прехвърля навреме подкрепления към по-слабите места от съглашенската отбрана.

### Планове на противниците
За да противодействат на тази тактика, висши военни представители на съглашенците се договарят (на конференцията в Шантий в края на 1915) да предприемат през идното лято синхронни офанзиви на Западния, Италианския и Източния фронт. Намеренията им са осуетени през февруари, когато германските войски подемат щурм срещу френските позиции при Вердюн, а през май австро-унгарските армии настъпват от Тирол към долината на река По. По молба на притиснатите си съюзници, през април 1916 година руското командване (Ставката на върховния главнокомандващ с началник-щаб генерал Михаил Алексеев) решава да ускори приготовленията за своята офанзива. Към този момент руските армии между Балтика и Румъния са разпределени в три съединения („фронтове“) – Северен, Западен и Югозападен. За главния удар към Вилно е определен Западният фронт, но подготовката му (подвозът на хора и снаряди) закъснява, така че част от силите му са пренасочени към Югозападния фронт, който трябва да настъпи по-скоро срещу австро-унгарците във Волиния и Галиция и да ги принуди да отслабят натиска срещу Италия.

### Съотношение на силите
Към началото на юни командващият Югозападния фронт генерал Алексей Брусилов разполага с общо четири армии – 8-а, 11-а, 7-а и 9-а, разположени от Полесието до румънската граница. Без резервите, те наброяват общо 603 000 пехота и 63 000 кавалерия с около 2000 оръдия и близо 2500 картечници.
Противостоят им няколко формации: армейските групи на генералите Фат, Хауер и Линзинген, австроунгарските 1-ва, 2-ра и 7-а армия и германската Южна армия с общо 592 000 пехота, 30 000 кавалерия, 2700 оръдия и 750 миномета. В навечерието на сражението австро-унгарските сили в Галиция и Волиния са отслабени заради решението на началника на генералния щаб генерал Конрад фон Хьотцендорф да прехвърли част от най-боеспособните си войски за офанзивата в Трентино.

## Начало на битката (юни – юли 1916)

### Руски пробив при Луцк
Четирите армии на Югозападния фронт настъпват по различно време между 3 и 5 юни (21 – 23 май по стар стил) в четири различни направления в периметър, широк повече от 400 km. Генерал Брусилов разчита, че по този начин ще дезориентира противника и ще повиши морала на собствените си войски, обезсърчени от пораженията и отстъплението в предходната година. Ефектът в участъците на централните 11-а и 7-а армия, действащи от Тарнопол и Язловец към Лвов, е на първо време незначителен. Едва през юли и август те успяват да отблъснат австро-унгарските сили, съответно, към Броди и Галич, но не отиват по-далеч. За разлика от тях войските на северното и южното крило постигат бързи и впечатляващи успехи при Луцк (във Волиния) и при Чернивци (в Буковина).
Струпаната около Ровно 8-а руска армия (170 000 бойци с 582 оръдия начело с генерал Алексей Каледин) се възползва от лошото планиране и недостига на снаряди на австро-унгарската 4-та армия (116 000 бойци с 548 оръдия начело с ерцхерцог Йосиф Фердинанд), за да ѝ нанесе тежко поражение. С помощта на значителната си артилерия руснаците разкъсват телените заграждения и сриват австрийските окопи. На 7 юни те завземат Луцк и форсират река Стир, вклинявайки се на 30 km в позициите на противника. В плен попадат десетки хиляди австро-унгарци, но и атакуващите търпят значителни загуби.

### Боеве в Буковина
180-хилядната 9-а армия на генерал Платон Лечицки настъпва на 4 юни в междуречието на Днестър и Прут при Доброноуц и Чернивци. Въпреки двукратното превъзходство на противника в тежка артилерия, в последвалите 10-дневни боеве тя разкъсва отбраната на 7-а австро-унгарска армия (112 000 бойци, командвани от генерал Карл фон Пфланцер-Балтин), която губи повече от половината от състава си и допуска руснаците да напреднат с 50 km. На 18 юни руснаците влизат в Чернивци, а пет дни по-късно овладяват Сучава.
На 28 юни, след няколкодневно прекъсване, генерал Лечицки подновява офанзивата по протежение на и южно от Прут, в резултат на което руснаците напредват с още 70 km, овладяват Буковина и пленяват над 80 000 австро-унгарци и германци. На 6 юли руските войски излизат в подножието на Карпатите (край Яблонец).

## Развръзка (юли – октомври 1916)

### Боеве за Ковел
Руското настъпление във Волиния спира в средата на юни за отдих и попълване на войските. Окуражена от успеха при Луцк, Ставката бърза да усили Югозападния фронт с 3-та армия от съседния Западен фронт, а в средата на юли – и с гвардията и други части от общия резерв. Така, въпреки значителните загуби в боевете, към края на месеца войските на Брусилов надвишават 980 000 бойци с 3200 оръдия. За цел на офанзивата е предпочетен важният железопътен възел Ковел на подстъпите към Полша. Междувременно германското командване струпва в района значителни подкрепления от Прибалтика и от Франция.
В началото на юли 3-та и 8-а руска армия подновяват атаките, но са спрени на река Стоход, източно и югоизточно от Ковел. Германските войски на левия бряг на реката, предвождани от генерал Александър фон Линзинген, отблъскват два руски пристъпа в края на юли и през август, възползвайки се от значителното си превъзходство в артилерия и авиация.
През септември и октомври се състоят още четири сражения за Ковел, в които руснаците (командвани първо от Владимир Безобразов, а по-късно от Василий Гурко) търпят огромни загуби, без да постигнат нов пробив.

### Сражения в Галиция и Карпатите
Под впечатление от неуспехите при Ковел, през август руското главно командване пренася основния натиск срещу австро-унгарските сили в Галиция. На 10 август части от руската 9-а армия завземат Станиславов, след като разбиват прехвърлената от италианския фронт 3-та австро-унгарска армия на генерал Кьовес фон Кьовесхаза. В същото време руската 7-а армия разбива германската Южна армия и достига подстъпите на Галич. Руското настъпление е спряно, поради недостига на артилерия и контраатаките на противника откъм Буковина.
Макар и частични, руските успехи насърчават румънското правителство да обяви война на Централните сили на 27 август. Това кара Ставката да преструктурира и усили войските си в североизточните Карпати. Възможността за общо настъпление през планинските проходи към унгарската равнина обаче не е използвана, поради липсата на координация между руското и румънското командване. В сраженията в Южна Трансилвания през септември румънските войски имат успехи, но не успяват да ги развият до съсредоточаването на превъзхождащи австро-германски части. В същото време руснаците са спрени в битката при Дорна Ватра и не успяват да предотвратят разгрома на Румъния през октомври.

## Резултати
В боевете от май до края на 1916 година руските войски успяват да се придвижат на запад с между 70 и 120 километра, напредвайки по фронт с дължина 350 километра, губейки 1 456 000 души (203 000 убити, 153 000 безследно изчезнали и 1 090 000 ранени, от които едва около 200 000 се завръщат в строя). За сравнение най-успешните съюзнически настъпления на Западният фронт между октомври 1914 и ноември 1917 не са осъществявали пробив, по-дълбок от 16 километра.
Загубите на Германия в споменатия период са 140 000 души, а на Австро-Унгария – близо 640 000. Австро – унгарската армия губи възможността си да воюва без немска поддръжка.